# Second World Black and African Festival of Arts and Culture
Das Second World Black and African Festival of Arts and Culture (FESTAC) fand vom 15. Januar bis 12. Februar 1977 in der damaligen nigerianischen Hauptstadt Lagos und der im Norden Nigerias gelegenen Stadt Kaduna statt. Es bildete die Folgeveranstaltung zum Festival mondial des arts nègres, das 1966 in Dakar ins Leben gerufen wurde. FESTAC gilt als das größte kulturelle Ereignis, das im 20. Jahrhundert in Afrika durchgeführt wurde. Es umfasste Veranstaltungen und Ausstellungen zu afrikanischer Kunst, Film, Musik, Literatur, Tanz und Religion. Die Queen Idia-Maske, Logo des FESTAC 1977, ist heute noch ein Symbol für die Unabhängigkeit der afrikanischen Kultur.

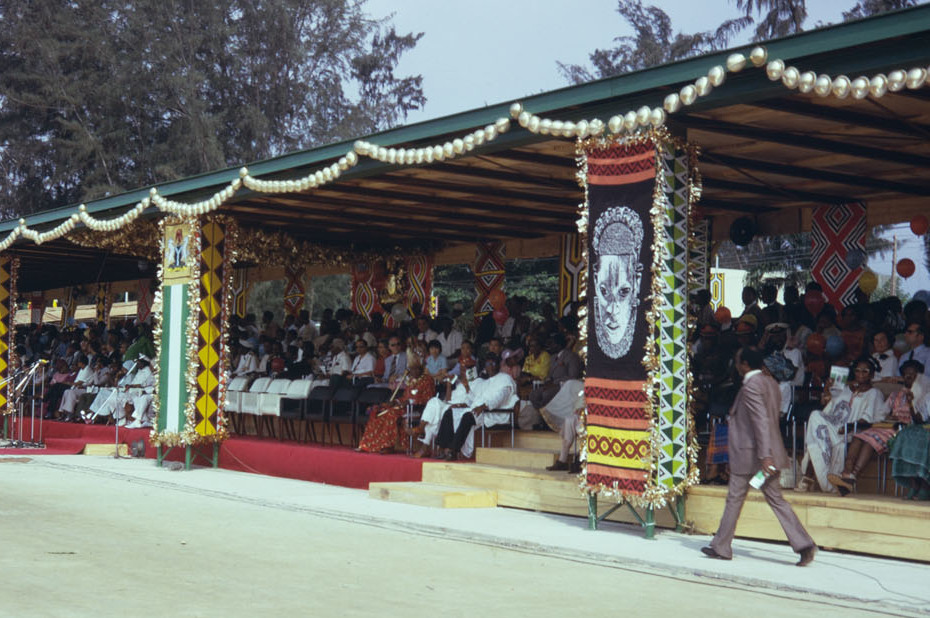
Grand Durbar-Festival in Kaduna, Teil von FESTAC '77
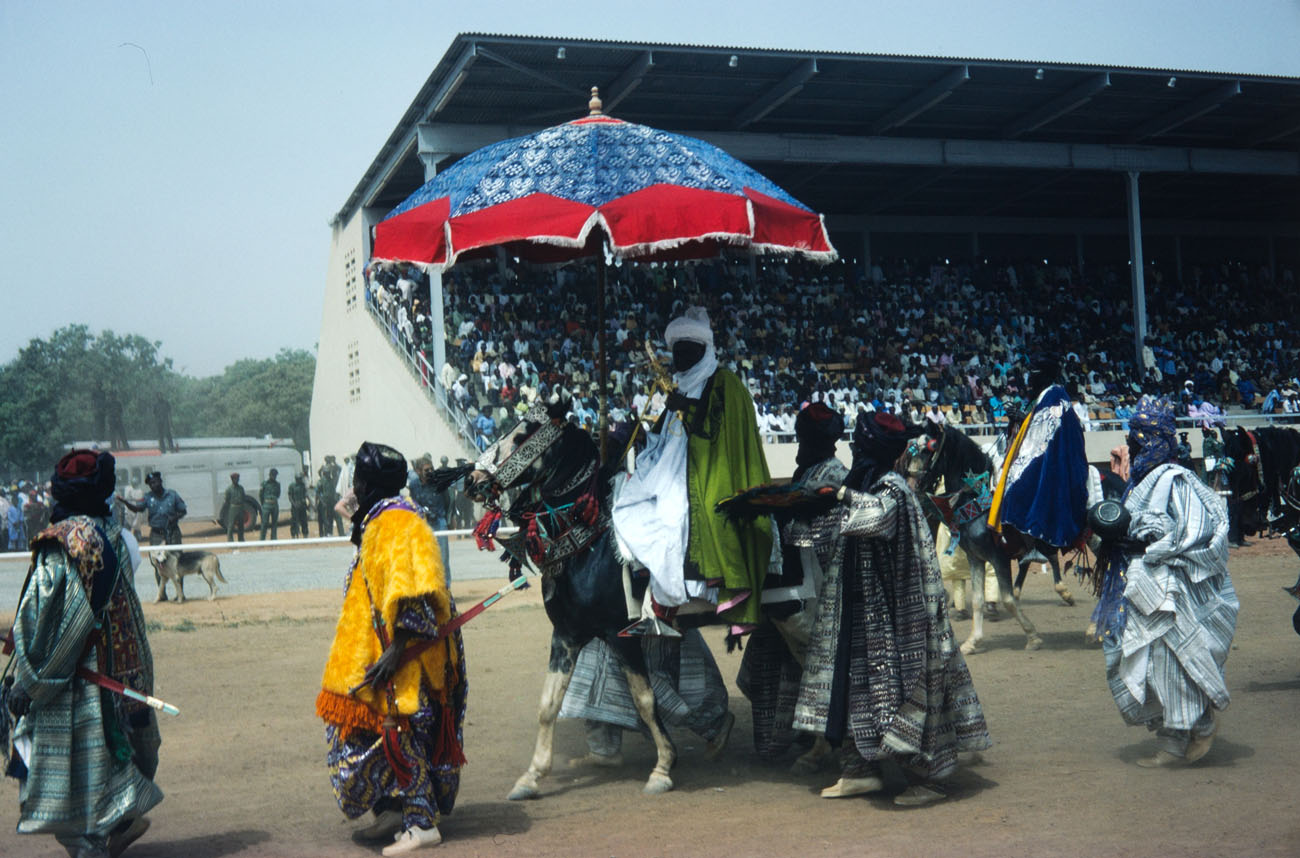
Grand Durbar in Kaduna
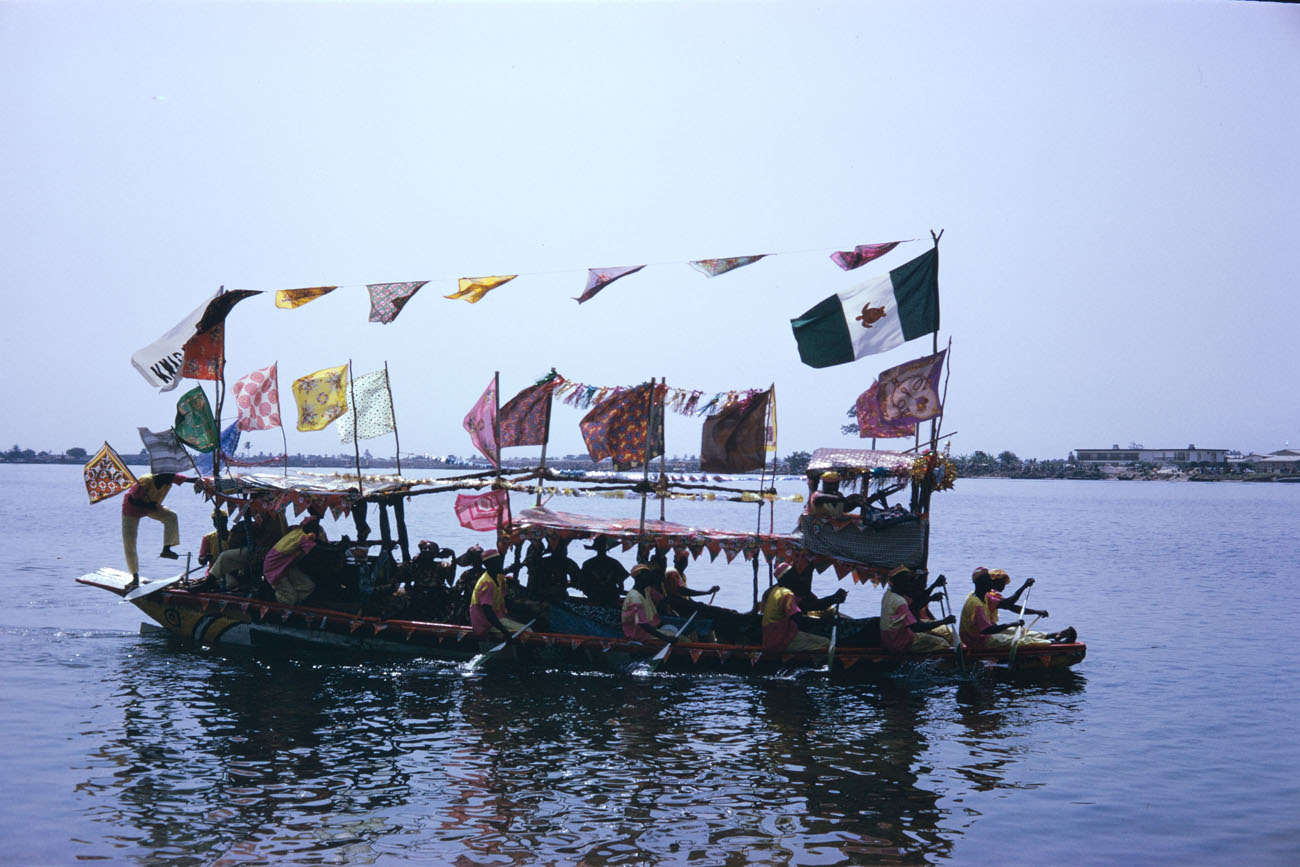
Regatta in Lagos, Teil von FESTAC '77